# Привредна реформа 1964.
Привредна реформа 1964/1965. је била скуп економских и политичких мера које је спровела СФР Југославија у другој половини 1960-их, у циљу оживљавања и оздрављења привреде.
Овај заокрет према тржишној економији (југословенски еуфемизам за капитализам) и напуштање класичне социјалистичке планске привреде, донео је много више слободе у целом друштву и, на самом почетку, позитивне резултате. Један такав пример је да је динар као валута постао конвертабилан (једно кратко време).
Међутим, реформа је имала и своју тамну страну – велики пораст незапослености, повећање социјалних неједнакости и нагли раст спољног дуга. Реформа је сама од себе стала негде почетком 1970-их.

## Позадина реформе
Након година великог привредног раста између 1947. и 1953. и фантастичног раста индустријске производње (који се кретао чак до 26% годишње), почетком 1960-их дошло је до стагнације и проблема са сервисирањем иностраних кредита. Брзи послератни развој био је оствариван испрва захваљујући делимично и великој америчкој помоћи - након Другог светског рата, САД су имале посебан закон, ПЛ 480, у складу са којим су из сопствених државних резерви помагали пријатељске земље. Након тога, раст је оствариван подизањем иностраних кредита, али је убрзо дошло до проблема њихове отплате. Због тога је 1964. године опозван Петогодишњи план 1961 - 1965 и најављена Велика привредна реформа на 8. Конгресу СКЈ, одржаном у децембру 1964. у Београду.

## Циљеви реформе
Циљеви реформе су били: увођење закона понуде и потражње (тржишна привреда), давање веће самосталности привредним предузећима, давање веће слободе приватном капиталу (обнова занатства и мањих привредних погона), монетарна реформа - увођење реалног курса динара (циљ је био конвертабилни динар). Динар је девалвиран 25. јула 1965. године, са 750 на 1250 за 1 долар (66,7%), а истовремено је спроведена и деноминација.
Те мере значиле су и увођење награђивања према раду, али и нагло повећање социјалних разлика уз велики пораст незапослености. У склопу реформе либерализован је промет према иностранству - грађани СФРЈ могли су готово без икаквих ограничења да траже и добију пасош и путују где желе на Запад. Добар део нагло незапослених искористио је то право и кренуо у свет трбухом за крухом. У склопу реформе либерализовано је и банкарство - отпочеле су са радом прве домаће комерцијалне банке, које су почеле да дају кредите грађанима.

## Носиоци реформе
Формално, реформом су се бавили тадашњи највиши партијски руководиоци, Едвард Кардељ и Владимир Бакарић. Но, прави креатор и извршитељ реформе био је тадашњи Савезни секретар за финансије (1962-1967) у Савезном Извршном већу (Влада СФРЈ) Киро Глигоров са тимом економских стручњака из целе земље. Између осталих, из Хрватске су то били Драгомир Војнић и Божо Марендић, а из Србије Борисав Јовић.

## Последице реформе
Реформа је након почетних позитивних резултата - повећање девизног прилива у првим годинама након увођења, конвертибилни динар, окретање привреде према стварним потребама и жељама тржишта - ускоро почела да показује и своју негативну страну. Нагло је порастао број незапослених, нагло је скочио спољни дуг и нагло су се повећале социјалне разлике у друштву. Све то довело је и до пораста друштвених и политичких тензија - (штрајкови у предузећима, Студентске демонстрације 1968, немири у Хрватској, немира на Косову).

## Мишљења о реформи
Заговорници реформе говорили су да тако ограничена реформа и није могла да успе. Она је требало да се прошири и на политику (увођење вишепартијског система) јер се у једнопартијској социјалистичкој Југославији (са монополом СКЈ) и доминацијом друштвеног (државног) власништва у сфери производње, није могла спровести реформа на дужи рок.
Противници реформе говорили су да је она потпуно докинула планирање и координирајућу функцију федералних тела, те да је бројним посредним мерама спутавана снага тржишта и иницијатива привреде. То јест да нити је економија вођена (планирано), нити је препуштена законима саморегулације (тржиште).